# Nuoto ai campionati europei di nuoto 2024 - 200 metri rana femminili
La gara degli 200 metri rana femminili dei campionati europei di nuoto 2024 si è svolta il 20 e il 21 giugno 2024 presso il Centro Sportivo Milan Gale Muškatirović di Belgrado.

## Podio
| Pos.    | Atleta               | Nazione   |
| ------- | -------------------- | --------- |
| Oro     | Kristýna Horská      | Rep. Ceca |
| Argento | Clara Rybak-Andersen | Danimarca |
| Bronzo  | Lisa Mamié           | Svizzera  |

## Record
Prima della manifestazione il record del mondo (RM) e il record dei campionati (RC) erano i seguenti.
|  | 2'17"55 | Evgenija Čikunova     | 21 aprile 2023 Kazan'     |
|  | 2'19"11 | Rikke Møller Pedersen | 1º agosto 2013 Barcellona |
|  | 2'19"84 | Rikke Møller Pedersen | 22 agosto 2014 Berlino    |

Durante la competizione non sono stati migliorati record.

## Programma
| Data           | Ora   | Turno      |
| -------------- | ----- | ---------- |
| 20 giugno 2024 | 10:16 | Batterie   |
| 20 giugno 2024 | 19:07 | Semifinali |
| 21 giugno 2024 | 18:43 | Finale     |

## Risultati

### Batterie
| Pos. | Batteria | Corsia | Atleta               | Nazionalità | Tempo       | Note |
| ---- | -------- | ------ | -------------------- | ----------- | ----------- | ---- |
| 1    | 2        | 4      | Kristýna Horská      | Rep. Ceca   | 2'27"45     | Q    |
| 2    | 3        | 4      | Thea Blomsterberg    | Danimarca   | 2'28"08     | Q    |
| =3   | 1        | 4      | Clara Rybak-Andersen | Danimarca   | 2'28"31     | Q    |
| =3   | 1        | 6      | Nikoleta Trníková    | Slovacchia  | 2'28"31     | Q    |
| 5    | 1        | 2      | Ellie McCartney      | Irlanda     | 2'28"63     | Q    |
| 6    | 3        | 3      | Eneli Jefimova       | Estonia     | 2'28"93     | Q    |
| 7    | 2        | 6      | Eleni Kontogeorgou   | Grecia      | 2'29"08     | Q    |
| 8    | 3        | 5      | Lisa Mamié           | Svizzera    | 2'29"67     | Q    |
| 9    | 2        | 5      | Ana Blažević         | Croazia     | 2'29"90     | Q    |
| 10   | 1        | 7      | Niamh Coyne          | Irlanda     | 2'29"99     | Q    |
| 11   | 1        | 3      | Eszter Békési        | Ungheria    | 2'30"63     | Q    |
| 12   | 2        | 1      | Laura Lahtinen       | Finlandia   | 2'30"84     | Q    |
| 13   | 3        | 7      | Lisa Nystrand        | Svezia      | 2'31"22     | Q    |
| 14   | 3        | 2      | Maria Romanjuk       | Estonia     | 2'31"31     | Q    |
| 15   | 3        | 8      | Chara Angelaki       | Grecia      | 2'31"64     | Q    |
| 16   | 1        | 5      | Grace Palmer         | Belgio      | 2'32"51     | Q    |
| 17   | 3        | 1      | Emelie Fast          | Svezia      | 2'32"76     |      |
| 18   | 3        | 6      | Andrea Podmaníková   | Slovacchia  | 2'32"78     |      |
| 19   | 2        | 8      | Nadia Tudo           | Andorra     | 2'33"74     |      |
| 20   | 2        | 2      | Martina Bukvić       | Serbia      | 2'34"41     |      |
| 21   | 1        | 8      | Anna Munk Fuglsang   | Danimarca   | 2'37"89     |      |
| DNS  | 1        | 1      | Klara Thormalm       | Svezia      | Non partita |      |
| DNS  | 2        | 3      | Olivia Klint Ipsa    | Svezia      | Non partita |      |
| DNS  | 2        | 7      | Ida Hulkko           | Finlandia   | Non partita |      |

### Semifinali
| Pos. | Batteria | Corsia | Atleta               | Nazionalità | Tempo   | Note |
| ---- | -------- | ------ | -------------------- | ----------- | ------- | ---- |
| 1    | 2        | 4      | Kristýna Horská      | Rep. Ceca   | 2'24"55 | Q    |
| 2    | 1        | 4      | Thea Blomsterberg    | Danimarca   | 2'25"04 | Q    |
| 3    | 2        | 5      | Clara Rybak-Andersen | Danimarca   | 2'26"18 | Q    |
| 4    | 2        | 6      | Lisa Mamié           | Svizzera    | 2'26"34 | Q    |
| 5    | 2        | 3      | Ellie McCartney      | Irlanda     | 2'26"76 | Q    |
| 6    | 1        | 2      | Eszter Békési        | Ungheria    | 2'27"77 | Q    |
| 7    | 1        | 3      | Eleni Kontogeorgou   | Grecia      | 2'28"14 | Q    |
| 8    | 1        | 6      | Ana Blažević         | Croazia     | 2'28"92 | Q    |
| 9    | 1        | 5      | Nikoleta Trníková    | Slovacchia  | 2'28"96 |      |
| 10   | 2        | 1      | Maria Romanjuk       | Estonia     | 2'30"03 |      |
| 11   | 2        | 7      | Laura Lahtinen       | Finlandia   | 2'30"11 |      |
| 12   | 2        | 2      | Niamh Coyne          | Irlanda     | 2'30"47 |      |
| 13   | 1        | 8      | Andrea Podmaníková   | Slovacchia  | 2'30"66 |      |
| 14   | 2        | 8      | Grace Palmer         | Belgio      | 2'32"01 |      |
| 15   | 1        | 1      | Chara Angelaki       | Grecia      | 2'32"79 |      |
| 16   | 1        | 7      | Lisa Nystrand        | Svezia      | 2'33"18 |      |

### Finale
| Pos.    | Corsia | Atleta               | Nazionalità | Tempo   | Note |
| ------- | ------ | -------------------- | ----------- | ------- | ---- |
| Oro     | 4      | Kristýna Horská      | Rep. Ceca   | 2'23"60 |      |
| Argento | 3      | Clara Rybak-Andersen | Danimarca   | 2'25"20 |      |
| Bronzo  | 6      | Lisa Mamié           | Svizzera    | 2'26"10 |      |
| 4       | 5      | Thea Blomsterberg    | Danimarca   | 2'26"42 |      |
| 5       | 7      | Eszter Békési        | Ungheria    | 2'27"72 |      |
| 6       | 1      | Eleni Kontogeorgou   | Grecia      | 2'28"20 |      |
| 7       | 8      | Ana Blažević         | Croazia     | 2'28"44 |      |
| 8       | 2      | Ellie McCartney      | Irlanda     | 2'28"68 |      |